# ماري فيرفاكس
ماري فيرفاكس (بالإنجليزية: Mary Fairfax)‏ هي فاعلة خير أسترالية، ولدت في 15 أغسطس 1922 في وارسو في بولندا، وتوفيت في 17 سبتمبر 2017 في Double Bay ‏ في أستراليا.